# Rhodanthe diffusa
Rhodanthe diffusa là một loài thực vật có hoa trong họ Cúc. Loài này được (A.Cunn. ex DC.) Paul G.Wilson miêu tả khoa học đầu tiên năm 1992.